# Sportgeneeskunde

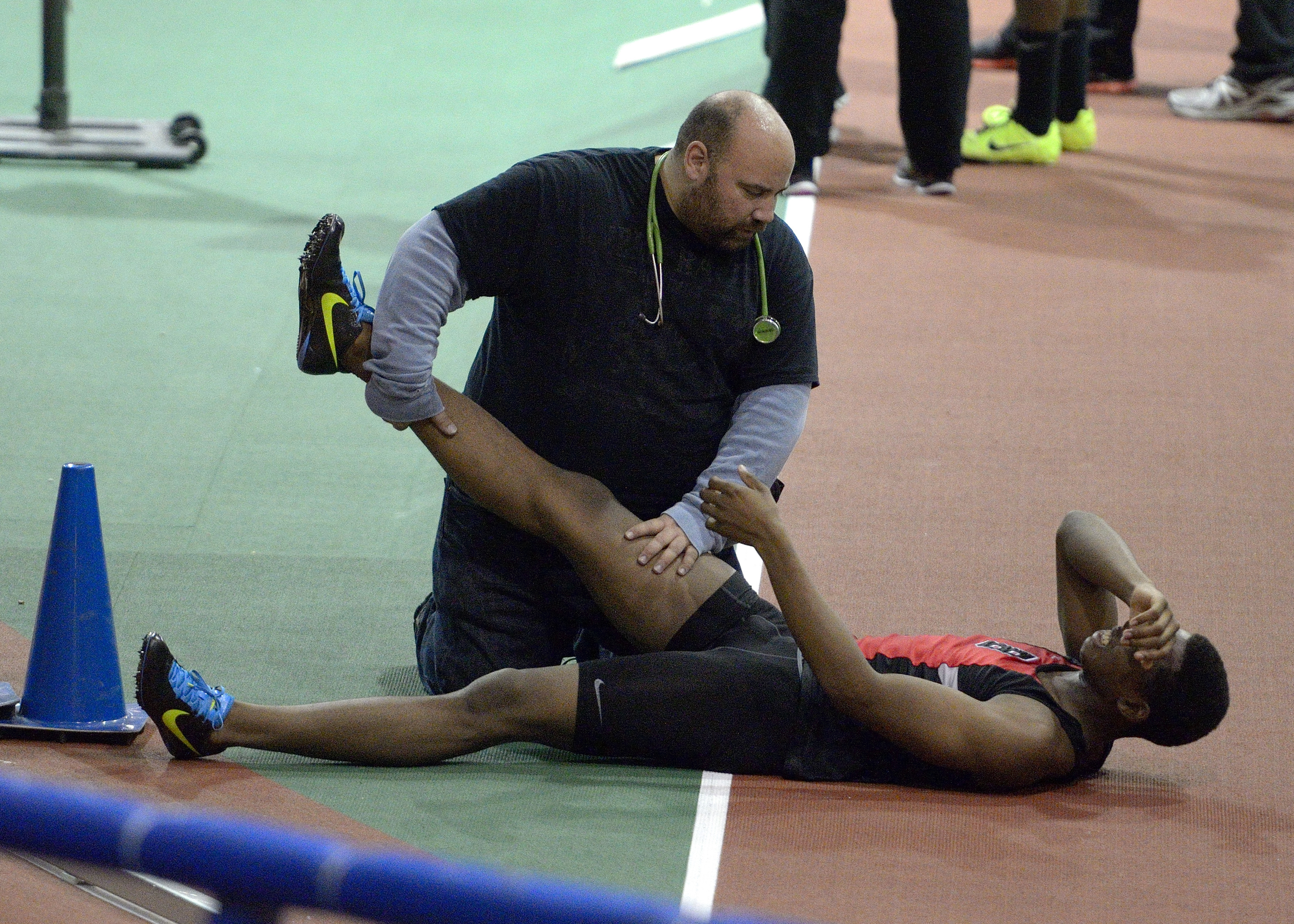
Medisch personeel stretcht de hamstring van een sprinter.

Sportgeneeskunde is een medisch specialisme dat zich richt op de preventie en het behandelen van sportgerelateerde blessures. In sommige landen is sportgeneeskunde een erkend specialisme, in andere is het een subspecialisatie of specifieke interesse.

## Actieradius
Een sportarts is een arts die zich heeft verdiept in de sportgeneeskunde. Een sportarts behandelt vooral veelvoorkomende sportblessures zoals peesblessures, enkelverzwikkingen en spierscheuren. Dit gebeurt onder andere via het geven van medisch advies rond oefentherapie of sportbeoefening, of door het voorschrijven van een brace, medicatie of begeleide oefentherapie.
Sportartsen zijn vaak ook extra opgeleid in technische handelingen zoals echografie van spieren en botten, shockwavetherapie en infiltraties.
Naast het behandelen van blessures zetten sportartsen ook in op de preventie van sportletsels. Dit doen ze onder andere door versterkende oefeningen voor het bewegingsapparaat voor te schrijven, meestal onder begeleiding van een fysiotherapeut. Sportartsen zijn dikwijls ook actief als keuringsartsen, zodat zij kunnen inschatten en testen of een persoon geschikt is voor zware inspanningen. Hierbij hoort vaak een hartfilmpje, om onder andere sportgerelateerde hartstilstand tegen te gaan. Een sportarts kan ook actief zijn als controlearts bij dopingcontroles.
Sportartsen werken vaak op een sportmedisch adviescentrum of een sportgeneeskundige afdeling in een ziekenhuis. Ze kunnen daarnaast ook actief zijn in een (huisartsen)praktijk of in een sportbond of -club.

## Sportgeneeskunde in België
De opleiding sportgeneeskunde in België duurt 1 jaar, maar wordt hier gezien als subspecialisatie voor andere artsen (voornamelijk huisartsen, revalidatieartsen en orthopedisten). Sportgeneeskunde is in België geen erkend medisch specialisme, maar toch is de titel van sportarts beschermd en mag dus niet iedereen zich zomaar sportarts noemen.
De opleiding sportgeneeskunde kan in Vlaanderen aan de KU Leuven of de VUB (in samenwerking met de UGent en de Universiteit Antwerpen) gevolgd worden als master na master. Aan de UGent kan er ook een getuigschrift van aanvullend onderwijs behaald worden (in samenwerking met de Universiteit Antwerpen).
De belangen van de Vlaamse sport- en keuringsartsen worden behartigd door de Vereniging voor Sport- en Keuringsartsen (SKA).

## Sportgeneeskunde in Nederland
De opleiding sportgeneeskunde in Nederland duurt 4 jaar, en omvat onder andere stages cardiologie en orthopedie.
In Nederland is sportgeneeskunde een wettelijk erkend specialisme binnen het CGS (College voor Geneeskundig Specialismen) van de KNMG met een apart ingesteld register voor sportartsen. De vergoeding voor sportgeneeskundige verrichtingen moet zoals die van andere specialismen geregeld zijn. 
De kosten van inspanningsgerelateerde klachten (bijv. een blessure, vermoeidheid bij inspanning e.d.) worden vergoed vanuit het basispakket van de zorgverzekering. Er is wel een verwijzing van een (huis-)arts nodig. 
Preventieve sportmedische onderzoeken (veelal "sportkeuringen" genoemd) die door een sportarts worden verricht, worden vergoed vanuit de aanvullende zorgverzekeringspakketten. Een verwijzing van een arts is niet nodig.